# والتر فيرا
والتر فيرا (بالإسبانية: Walter Vera)‏ هو لاعب رماية أوروغواياني، ولد في 29 مارس 1928 في دورازنو ‏ في الأوروغواي، وتوفي في 24 مايو 2018.

## وصلات خارجية
- والتر فيرا على موقع أوليمبيديا (الإنجليزية)